# スキーボブ
スキーボブ（英語: Skibobing）とは、自転車の車輪の代わりに前後2枚のスキー板をつけ、乗り手も左右の足に短いスキー板を履いて雪上を滑るスポーツ競技。ボブとは「犬や馬の切り尾」のことで、ボブスレー同様、前後のスキーが動くさまに因んでいる。競技は大別して滑降と回転とがある。